# Dysstroma depuncta
Dysstroma depuncta är en fjärilsart som beskrevs av Romanizayn 1925. Dysstroma depuncta ingår i släktet Dysstroma och familjen mätare. Inga underarter finns listade i Catalogue of Life.